# ナストラ
ナストラ (Nastola) は、フィンランドの旧自治体でパイヤト＝ハメ県の一部であった。
2016年1月1日にラハティ市と合併。自治体の人口は14,905人（2015年6月30日）で、面積は382.86 km2（147.82平方マイル）あり、そのうち38.67 km2（14.93平方マイル）は湖であった。人口密度は45.9761 / km2（119.078 /平方マイル）である。
ナストラは、ラハティとコウヴォラの2つの主要都市の間に位置している。公用語はフィンランド語。